# Bet Alpha

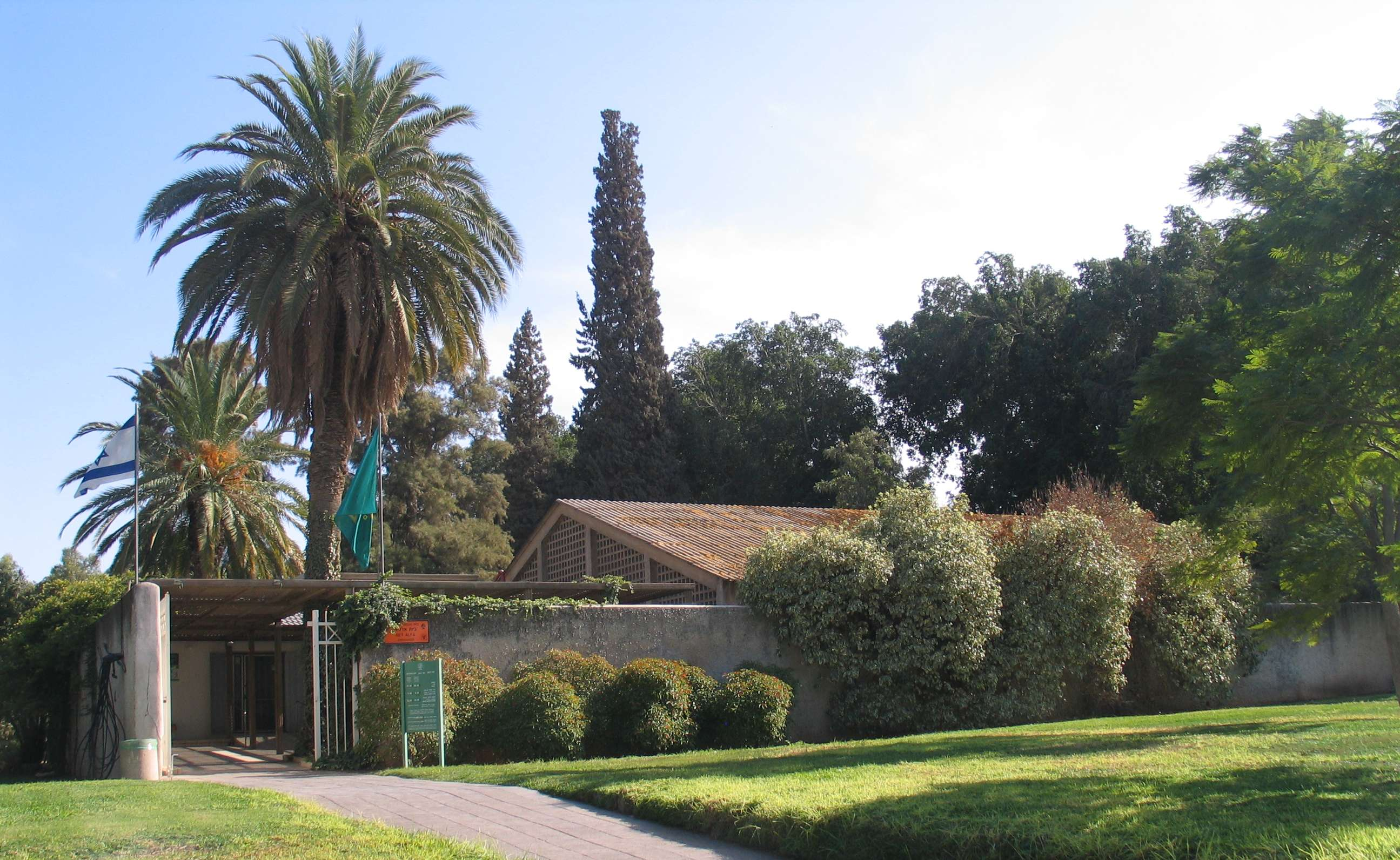
Bet Alpha Nationalpark

Bet Alpha oder auch Beth Alpha (hebräisch בֵּית אַלְפָא) ist eine 1929 im heutigen Israel entdeckte antike Synagoge aus dem 6. Jahrhundert unserer Zeitrechnung. Sie liegt auf der nördlichen Seite am Fuß des Berges Gilboa im Bet Sche’an-Tal und zeichnet sich durch ihre gut erhaltenen Mosaiken und Inschriften aus. Etwa 8 km entfernt liegt der Tell el-Hösn. Die Synagoge wurde vermutlich 749 n. Chr. bei einem Erdbeben zerstört und aus unbekannten Gründen nicht wieder aufgebaut. 1922 wurde hier im historischen Areal südöstlich der antiken Synagoge der Kibbuz Beit Alfa gegründet.
Heute ist sie als Bet Alpha Synagogue National Park für Touristen zugänglich und wird von der Israel Nature and Parks Authority verwaltet.

## Ausgrabung

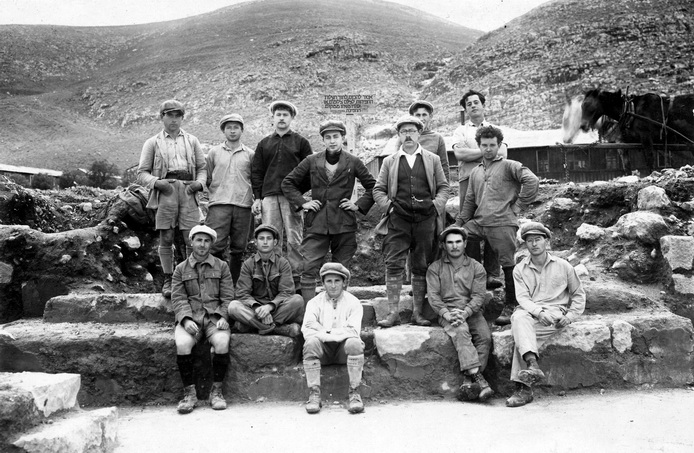
Ausgrabungsgelände 1928

Im Dezember des Jahres 1928 stießen junge Leute aus dem benachbarten, 1922 gegründeten Kibbuz Chefziba beim Legen eines Bewässerungskanals auf einen Mosaikfußboden mit hebräischen Inschriften. Sie gehörten der sozialistischen Jugendbewegung Hashomer Hatzair an. Der erste, antireligiöse Impuls war, den Fund wieder zuzuschütten; der zweite, es könne sich um ein historisch-politisch bedeutendes Bodendenkmal handeln. Sie meldeten daher ihren Fund der Jewish Agency for Israel und der Hebräischen Universität Jerusalem. So konnte schon im Januar des Jahres 1929 mit der Ausgrabung am Fundort begonnen werden, die sieben Wochen dauerte. Das vom Archäologen Eleasar Sukenik geleitete Team begann mit der Markierung der Außenwände und legte daraufhin den Fußboden mit den verschiedenen Mosaiken frei. Die Ausgrabung der Synagoge von Bet Alpha gilt als „erster Moment populärer Begeisterung für jüdische Archäologie im neuen Jischuw“; bedeutsam war dabei weniger, dass es sich um ein religiöses Bauwerk handelte, als die „Manifestation einstiger jüdischer Präsenz am gleichen Ort.“

## Aufbau

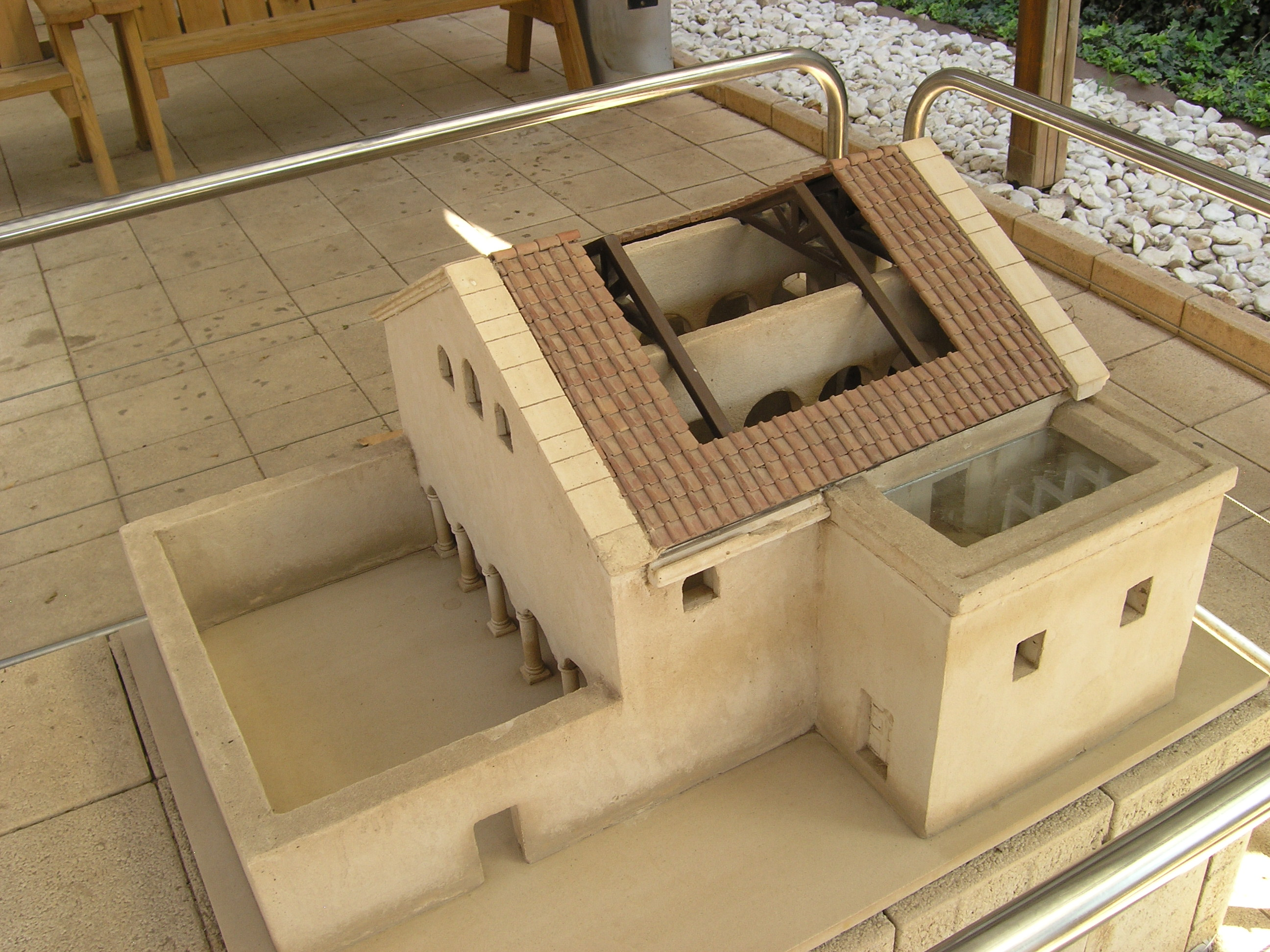
Modell der Synagoge

Die Grundfläche der Synagoge beträgt 14,20 × 27,70 Meter und besteht aus der Halle im Stil einer Basilika mit einem Haupt- und zwei Seitenschiffen. Außerdem gehört zum Gebäude noch ein Innenhof, eine Vorhalle mit Säulen (Narthex) und höchstwahrscheinlich eine Galerie für die weiblichen Mitglieder der Gemeinde. Die Apsis ist nach Süden in Richtung Jerusalems ausgerichtet. Die Mauern bestehen aus unbehauenen Kalksteinen, die im Inneren verputzt waren. Aufgrund der Funde von Dachziegeln wird davon ausgegangen, dass das Gebäude ein Satteldach hatte.
In den 1960er Jahren wurden in der Nähe der Synagoge die Überreste einige Häuser gefunden, die darauf deuten, dass die Synagoge Teil einer jüdischen Siedlung war.

## Innenraum

### Raumaufteilung und Einrichtung
In der Nordwand befanden sich drei Eingangstüren. Im Süden der Haupthalle befand sich eine Plattform, auf welcher sich der Toraschrein stand. Westseitig befand sich angebaut ein kleiner Seitenraum, dessen Ausmaße nördlich nicht mehr festgestellt werden konnte. Der nördlich an die Haupthalle anschließende Vorraum war 2,57 m lang und im Westteil und Ostteil des Vorraums befanden sich Bänke. Der Vorhof hatte eine Länge von 9,65 m und es befand sich in der Mitte vermutlich ein Wasserbecken für die rituelle Reinigung. Der Vorhof konnte durch eine Türe im Westen betreten werden. Die Besonderheit dieser Synagoge sind die gut erhaltenen Fußbodenmosaike.

### Fußbodenmosaike

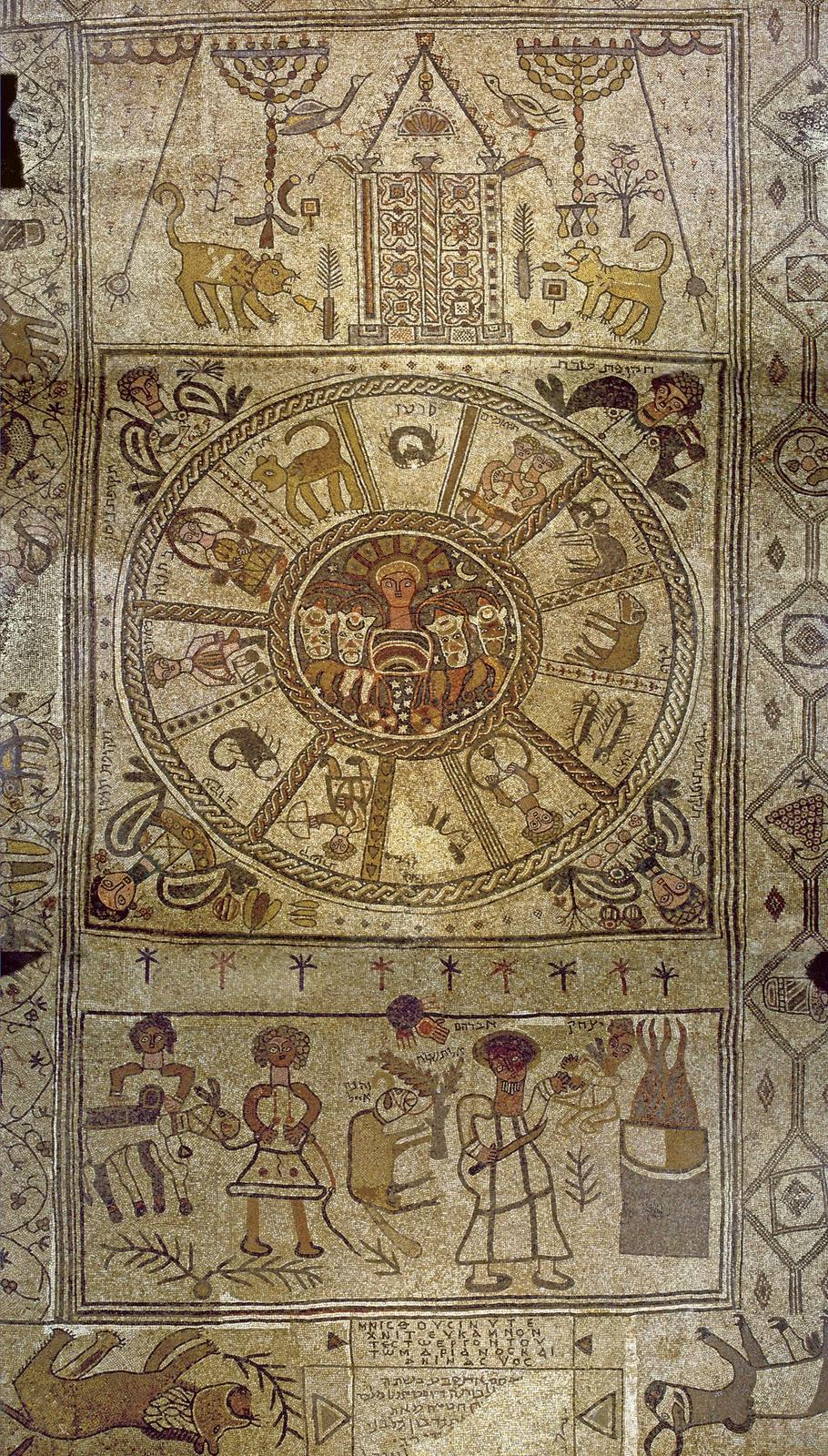
Mosaiken im Hauptschiff

Der gesamte Fußboden des Gebäudes ist mit Mosaiken ausgelegt. Hof, Seitenschiffe und Narthex sind mit simplen geometrischen Mustern verziert, im Hauptschiff befindet sich zudem ein dreigeteilter, gegenständlicher Bildaufbau. Dort sind von Norden nach Süden, also in der Richtung des Eintretens und Durchquerens der Fläche, drei Felder anzufinden:
- ein Toraschrein mit zwei siebenarmigen Leuchtern (Menorot),
- ein Zodiak (Tierkreis) und
- die Szene der Opferung Isaaks.

Der einfache, aber eindrucksvolle Stil der Mosaiken repräsentiert eine Volkskunst, die sich in Galiläa entwickelt haben muss und die Mosaiken sind eines der besterhaltenen Beispiele jüdischer Kunst im byzantinischen Zeitalter. Im Eingangsbereich der Synagoge befinden sich zwei Inschriften. Die aramäische datiert den Bau in die Herrschaftszeit Justins I., die zweite, griechische, nennt die Namen der Mosaizisten, Marianos und sein Sohn Aninas.

#### Toraschrein
Das erste, schmale, Feld zeigt in der Mitte einen Toraschrein mit geschlossenen Türen und einem Satteldach. Auf dem Türsturz des Toraschreins sind drei Vasen und an den beiden Enden befinden sich zwei Hörner. Vom Dachgiebel hängt eine Lampe herab, die uU das Ewige Licht symbolisieren soll. Darunter befindet sich eine Muschel. Links und rechts des Toraschreins stehen zwei große Vögel unbekannter Art und darunter zwei Löwen. Neben den Vögeln und oberhalb der Löwen befinden sich je eine Menora und weitere Ritualobjekte, wie Schofar, Ethrog, Lulav und Weihrauchschaufeln.

#### Tierkreis
Das zweite, größte, Feld mit dem Tierkreis ist in einem quadratischen Rahmen mit den vier Jahreszeiten in Form von Engeln, jede in einer Ecke, gefasst. Im Zentrum des Kreises ist die personifizierte Sonne in einem mit vier Pferden bespannten Wagen (Sonnenwagen) abgebildet. Im Hintergrund sind der Mond und Sterne zu erkennen, die der aufgehenden Sonne weichen.
Der äußere Kreis zeigt die zwölf Tierkreiszeichen. Rechts neben dem Jüngling im inneren Kreis sind die Tierkreiszeichen der Frühlingsmonate zu sehen (gegen den Uhrzeigersinn betrachtet): Widder, Stier und Zwillinge. Danach folgen Krebs, Löwe und Jungfrau für die Sommermonate. Die Herbstmonate werden durch Waage, Skorpion und Schütze dargestellt, die Wintermonate durch Steinbock, Wassermann und zuletzt Fische.
In den vier Ecken befinden sich geflügelte Engel als Personifikation der vier Jahreszeiten. Dabei befindet sich jedoch der Frühling bei den Tierkreiszeichen für den Sommer, gefolgt (gegen den Uhrzeigersinn betrachtet), von Sommer, Herbst und Winter.
Die Abbildungen sind alle in Frontalansicht und sehr farbenfroh und ausdrucksstark gestaltet.

#### Opferung Isaaks

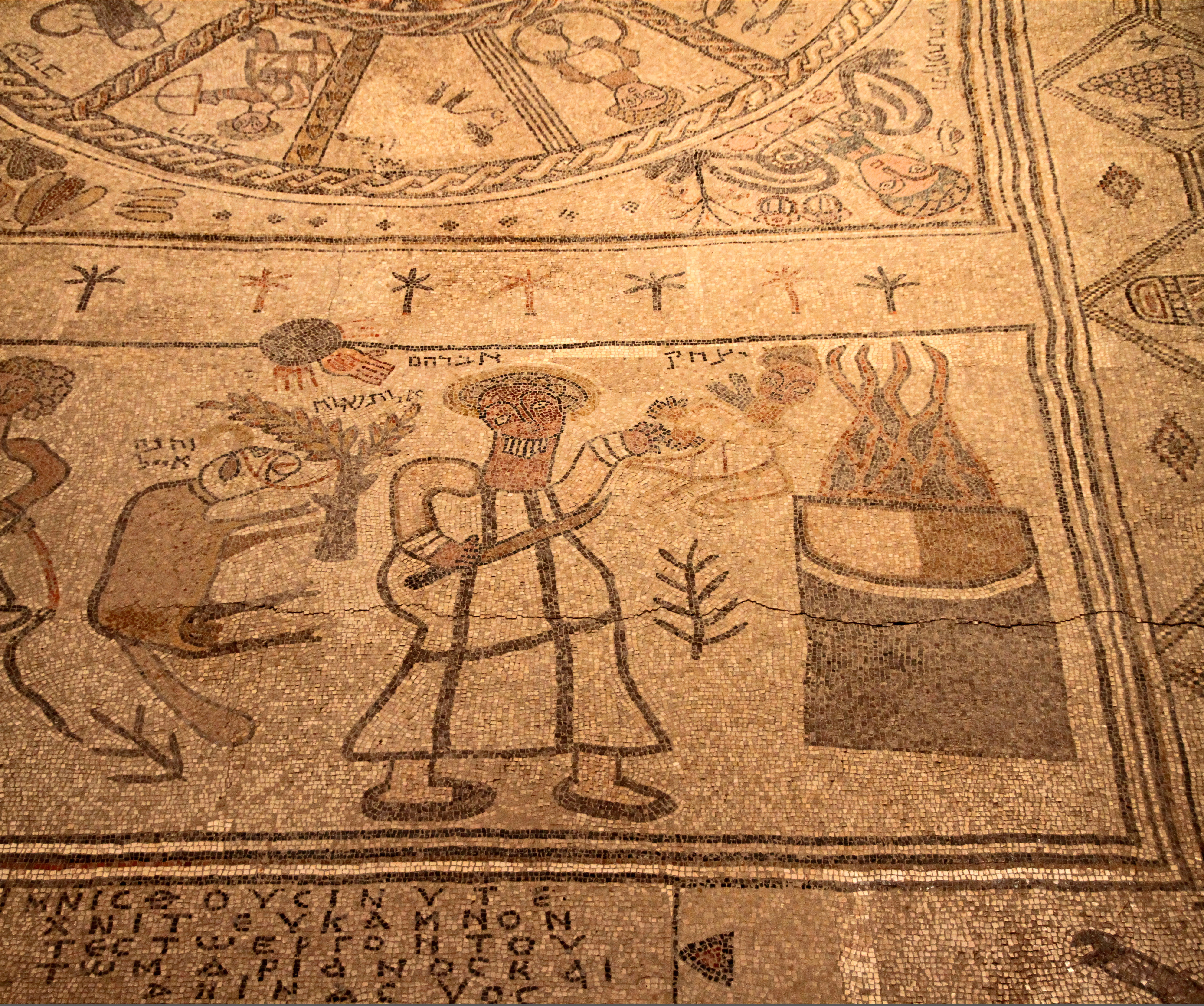
Abraham opfert Isaak

Das dritte, schmale, Feld zeigt die biblische Geschichte der Opferung Isaaks. Von Links betrachtet sind zwei Männer mit einem gesattelten Esel zu sehen. Danach folgt ein Widder, der an einem Baum festgebunden ist. Die über dem Baum sichtbare Hand stellt den Boten Gottes dar. Abraham ist im Bild besonders groß dargestellt und die Hauptfigur. In der rechten Hand hält er ein Messer und in der linken seinen Sohn Isaak, dessen Hände zusammengebunden sind und der relativ klein dargestellt wird. Auf dem am rechten Bildrand befindlichen Altar lodern bereits die Flammen. Die Inschriften bei Abraham und Isaak bezeichnen diese Personen.

#### Äußerer Rahmen
Der äußere Rahmen des zentralen Mosaiks zeigt verschiedene Motive. Südseitig einen Vogel mit langen roten Beinen, eine Henne mit Küken und einen Granatapfelbaum.
Im Osten: ein Korb, gefüllt mit Früchten, ein Fuchs, ein farbiger Fasan, ein Mann, der einen Vogel in der Hand hält. Das nächste Motiv ist zerstört. Es folgt das Motiv eines Hasen und drei weitere unidentifizierte Objekte in Gelb und Braun. Danach folgt wieder ein katzenartiges Tier und ein Vogel.
Die nordseitige Rahmenbegrenzung zeigt im Osten einen Löwen und im Westen einen Ochsen (Wächtertiere?). Dazwischen zwei Inschriften in Aramäisch (die größere Inschrift) und Griechisch. Aus den ersten beiden Zeilen der Inschrift in Aramäisch kann entnommen werden, dass die Synagoge unter der Regierungszeit eines Kaisers namens Justin, vermutlich Justins I. (518–527), erbaut wurde. Die griechische, vollständig erhaltene, Inschrift lobt die Handwerker des Synagogenbaus (Übersetzung unsicher): Möge den Handwerkern, Marianos und Seinem Sohn Aninas, die diese Arbeiten ausführten, ein Andenken bewahrt werden.
Beim westseitigen Teil des Rahmens befinden sich Motive wie Weintrauben, Vasen und Früchte.